# Pari Isazadeh
Pari Isazadeh, född 5 mars 1957, är en iransk-svensk sångerska. 
Isazadeh började sjunga redan som fyraåring då hennes far initierade henne i den flertusenåriga persiska musiktraditionen, till exempel musikstilarna avaz och tasnif. Vid sju års ålder började hon uppträda offentligt och vann flera talangtävlingar. År 1985 flyttade Isazadeh till Sverige efter studier i USA. 
Hennes ensemble Pari Isazadeh Ensemble gav 2013 ut CD:n From Dezful to Dalarna. År 2021 gav hon ut CD:n From Dezjpol to Kabul. Hon samarbetade med flöjtisten Gunilla von Bahr och harpisten Ismahni Björkman till von Bahrs bortgång. Sedan 2013 framträder Isazadeh med ensemblen Parizad. Isazadeh har uppträtt på en mängd scener i Sverige, bland annat på Bingsjöstämman 2012, Re:Orient, Västerås konserthus, i Sveriges Radio samt som solist med Kungliga Filharmoniska Orkestern på Stockholms konserthus.

## Diskografi
- 2013 - Från Dezful till Dalarna